# Matilda, a kiskorú boszorkány
A Matilda, a kiskorú boszorkány (eredeti cím: Matilda) 1996-ban bemutatott amerikai ifjúsági fantasyfilm, melynek rendezője és társproducere Danny DeVito. A forgatókönyvet Nicholas Kazan és Robin Swicord írta, Roald Dahl Matilda 1988-as regénye alapján. A főbb szerepekben Danny DeVito, Mara Wilson, Rhea Perlman, Embeth Davidtz és Pam Ferris látható.
Az Amerikai Egyesült Államokban 1996. augusztus 2-án jelent meg a TriStar Pictures forgalmazásában. Bár pozitív kritikákat kapott, bevételi szempontból nem bizonyult sikeresnek.

## Rövid történet
Egy tehetséges kislány kénytelen elviselni durva, távolságtartó apját és anyját.

## Cselekmény
|  | Alább a cselekmény részletei következnek! |

Matilda Wormwood igen tehetséges kislány, bár szülei ezt nem ismerik fel és nem is törődnek a neveltetésével. Négyéves kora tájékán egyedül megtanul olvasni, és amikor apja elutasítja, hogy könyvet vegyen neki, beiratkozik a közeli könyvtárba, ahol az összes gyerekkönyv elolvasása után a felnőtteknek szóló szépirodalmat és tudományos munkákat kezd olvasni. A könyveket kis kézi kocsira pakolva fuvarozza haza. Van egy bátyja, aki nem mutat érdeklődést a könyvek iránt. Apja azt szeretné, ha Matilda a többi gyerekhez (és a szüleihez) hasonlóan a tévében bámulná az agyatlan műsorokat.
Mivel szülei csak nagyjából sejtik, hogy gyerekük hány éves, Matilda hat és fél éves korában ragaszkodik hozzá, hogy iskolába járjon, mert szeretne új ismeretekre szert tenni. Végül beíratják a Crunchem Hall általános iskolába, mert apja (aki használtautó-kereskedő, és minden vevőjét átveri) az igazgatónő megismerése után arra számít, hogy ott majd megnevelik a lányát.
A durva és erőszakos igazgatónő, Agatha Trunchbull (Pam Ferris) utálja a gyerekeket és a legkisebb kihágás esetén is súlyos büntetéseket szab ki, például elhajítja az áldozatot, vagy bezárja egy szűk helyre (a „fullasztóba”), aminek ajtajából befelé hatalmas szögek állnak ki. Az egyik gyereknek egy hatalmas csokitortát kell megennie, mert az igazgatónő gyanúja szerint a konyhában hozzányúlt az ő tortájához (a gyerek tagadta ezt).
Matilda tanítója, Miss Jennifer Honey (Embeth Davidtz) azonban kedves és megértő a gyerekekkel, már az első órán felismeri a kislány intelligenciáját, amikor fejben összeszoroz egy két- és egy háromjegyű számot. Matilda is megkedveli a tanítónőt, akiről később kiderül, hogy Miss Trunchbull mostoha-unokahúga. Miss Trunchbull a Honey család egykori nagy házában él. Miss Honey pedig egy kisebb házban. Miss Trunchbull akkor került a családhoz nevelőnőnek, amikor Jennifer Honey még kislány volt, és anyja meghalt. Pár évvel később apja is meghalt, ekkor „örökölte meg” Miss Trunchbull a házat, Jennifer Honey pedig elköltözött. Az apa halálának körülményei tisztázatlanok (a hivatalos változat szerint öngyilkos lett, de erre semmi oka nem volt).
Miss Trunchbull nagydarab, drabális asszony, aki gerelyhajításban, súlylökésben és kalapácsvetésben is jeleskedik.
Mivel Matildát élete során sok megaláztatás, igazságtalanság és oktalan bántás éri, kifejlődik benne egy telekinetikus képesség, ami azt jelenti, hogy az akaratával tud tárgyakat mozgatni (vagy akár egy kancsót megtartani a levegőben).
Matilda a különleges képessége segítségével egy közeli épület tetején ülve kihozza Miss Honey gyerekkori babáját Miss Trunchbull házából és a falon lévő festményét a tűzbe veti és helyére Miss Honey apjának festményét helyezi (ami mindig azon a helyen volt). Nem veszi azonban észre, hogy a hajában lévő piros szalag kibomlik, amikor lemászik a tetőről.
Miss Trunchbull megtalálja a szalagot és az egész osztályt fenyegetve követeli a bűnös kiadását (bár sejti, hogy Matilda volt az). Matilda a táblára egy Miss Trunchbullnak szóló üzenetet ír fel, mintha Miss Honey elhunyt apja írná, aki azt üzeni neki, hogy költözzön ki a házból és menjen el minél messzebbre, különben „azt fogja vele tenni, amit vele is tett”. Az igazgatónő ezen úgy megrémül, hogy azonnal menekülni kezd, de nem ússza meg az iskolai folyosón való távozása során, hogy a termekből kitóduló gyerekek (akik már nem félnek tőle) mindenfélével megdobálják.
Az igazgatónőről soha nem hallanak többet. Miss Honeyt kinevezik igazgatónak, és az iskolát kibővítik egy gimnáziumi szárnnyal, mert minden gyerek oda szeretne járni. Miss Honey visszaköltözik a régi családi házba, ahol Matilda gyakori vendég, mert mindig szívesen látja és akivel gyakran közösen töltik a szabadidejüket.
Mivel Matilda apja lopott autóalkatrészeket használ, a rendőrség (pontosabban az FBI) hosszabb ideje megfigyeli. Egyszer egy trükkel és jogi ismereteivel Matilda megmenti apját a letartóztatástól, de apja végül úgy dönt, hogy a család elköltözik Guamba. Matilda nem akar velük menni, és aláírat a szüleivel egy örökbeadási nyilatkozatot, amit jó előre lemásolt a könyvtárban. Szülei könnyű szívvel lemondanak róla Miss Honey javára, aki örömmel befogadja a kislányt.
|  | Itt a vége a cselekmény részletezésének! |

## Szereposztás
| Karakter                    | Színész        | Magyar hang    |
| --------------------------- | -------------- | -------------- |
| Matilda Wormwood            | Mara Wilson    | Mánya Zsófi    |
| Miss Jennifer "Jenny" Honey | Embeth Davidtz | Pápai Erika    |
| Agatha Trunchbull           | Pam Ferris     | Molnár Piroska |
| Harry Wormwood              | Danny DeVito   | Harkányi Endre |
| Narrátor (hangja)           | Danny DeVito   | Kristóf Tibor  |
| Zinnia Wormwood             | Rhea Perlman   | Básti Juli     |
| Michael "Mikey" Wormwood    | Brian Levinson | Molnár Levente |
| Bob, FBI-ügynök             | Paul Reubens   | Imre István    |
| Bill, FBI-ügynök            | Tracey Walter  | Kardos Gábor   |
| Mickey                      | Jon Lovitz     |                |

## Megjelenése
A film DVD-n 1997. augusztus 5-én jelent meg a Sony Pictures Home Entertainment forgalmazásában.

## Fogadtatás
A filmkritikusok véleményét összegző Rotten Tomatoes 90%-ra értékelte 21 vélemény alapján. A kritikusok megjegyzik, hogy a film jól visszaadja Roald Dahl könyvének komor hangulatát, emiatt a történet helyenként ijesztő lehet kisgyermekek számára.

## Díjak, jelölések
elnyert díj
- YoungStar Awards
  - kezdő színésznő legjobb alakítása vígjátékban — Mara Wilson
- Cinekid Lion közönségdíj
  - Best Director — Danny DeVito
- Oulu nemzetközi gyermekfilm-fesztivál, Starboy-díj
  - legjobb rendező — Danny DeVito

jelölések
- Satellite Award
  - legjobb mellékszereplő vígjátékban — (Danny DeVito)
- Young Artist Award
  - legjobb alakítás főszerepben — (Mara Wilson)
  - legjobb alakítás mellékszerepben — (Kira Spencer Hesser)

## Érdekesség
- Danny DeVito és Rhea Perlman a valóságban is házasok.

## Eltérések a könyvtől
A film története Roald Dahl könyvének modernizált, amerikanizált változata. Ez azt jelenti, hogy a filmben elhangzó példákat, utalásokat az amerikai célközönség ismereteihez igazították. Több jelenetet lerövidítettek vagy kihagytak, ugyanakkor a könyvhöz képest új részletek is felbukkannak.
- Egyes szereplők motivációja más. Például Matilda a könyvben bosszút áll az apján, amikor az igazságtalanul bánik vele. A filmben az hangzik el, hogy „aki rosszat tesz, az büntetést érdemel”, ebből következik, hogy ez akár egy felnőtt is lehet.
- A könyvben Matilda három trükköt követ el szülei kárára: anyja hajfestékét elcseréli apja hajszínezőjével; elrejt egy papagájt a kéményben, a család ezért azt hiszi, hogy egy szellem van a házban; bekeni apja kalapjának peremét extra erős ragasztóval. A filmben apja hajfestékét hidrogén-peroxiddal cseréli ki (ez kivilágosítja a haját), és a garázsban apja kalapjának peremét bekeni ragasztóval.
- A könyvben Matilda apja A piros póni című könyvtári könyvet teszi tönkre (írója John Steinbeck), a filmben Herman Melville Moby Dick című könyvét.
- A könyvben Mrs Wormwood magas és kövér, Mr Wormwood alacsony és vékony. A filmben alakjuk ehhez képest fordított, de magasságuk megfelel a könyvnek.
- A könyvhöz képest Matilda bátyja erőszakosabb.
- Matilda anyját Zinniának hívják a filmben, a könyvben nincs keresztneve.
- A filmben nem szerepel Nigel, Rupert, Eric és Wilfred.
- A filmből az derül ki, hogy Miss Trunchbull babonás. A könyvben nem esik erről szó.
- A filmben a történet végén Miss Honey lesz az igazgató. A könyvben az állást Mr. Trilby, egy szimpatikus mellékszereplő kapja meg (aki a filmből kimaradt).
- A filmben, amikor Mr. Wormwood elad Miss Trunchbullnak egy autót, valamennyit beszélgetnek, a könyvben nem. A filmben Miss Trunchbull az osztályteremben mondja: „örülök neki, hogy nincs gyerekem” – a filmben ez az autója vásárlásakor hangzik el.
- A filmben Matilda telekinetikus képessége mint egy szupererő jelenik meg, nem pedig mint csoda (mint a könyvben). A filmben csak azután jön elő a képesség, miután mindarra a rosszra gondol, amit vele szemben elkövettek. A könyvben állandóan ezt gyakorolja, ami szellemileg teljesen kifárasztja.
- A könyvben Matilda elveszíti csodálatos anyagmozgató képességét a Miss Trunchbull-lal való összecsapás után. A filmben nem veszíti el a képességét, csak az hangzik el, hogy keveset volt rá szüksége.
- A könyvben Matilda, amikor be akarja mutatni különleges képességét Miss Honey-nak, felborítja a tanítónő asztalán lévő vizespoharat, miközben ő némán a helyén ül. A filmben azt mondogatja a pohárnak, hogy „borulj fel”, de a produkció nem sikerül. Ugyanakkor a fém vizeskancsót erőlködés és hangos parancsszó nélkül a levegőben tartja. A filmben mindenféle tárggyal gyakorolja a képességét (például kártyalapokkal és zsetonokkal), míg a könyvben csak apja szivarjaival gyakorol.
- Miss Honey története a gyerekkoráról azonos mindkét változatban. A filmben az apa egy babát adott a lányának, amit „Liccy babának” neveztek – ez utalás lehet Roald Dahl Liccy Dahl nevű lányára, aki a film egyik producere volt. A könyvben nem hangzik el a baba neve.
- A filmben Miss Honey és Matilda belopózik Miss Trunchbull házába, amikor az elmegy otthonról. A könyvben nem történik ilyesmi.
- Hortensiának a könyvben furunkulus van az orrán és csipszet eszik. A filmben egyik sincs. A könyv szerint rosszat tett Miss Trunchbull-lal szemben. A filmben csak az hangzik el, hogy már kétszer volt a „fullasztóban”, de az nem, hogy miért (lehetett indokolatlanul is). A könyvben erőszakoskodik a kisebbekkel, a filmben ezzel szemben segít nekik.
- Lavender egyedül fogja meg a gőtét, a filmben Matilda, Bruce és Hortensia is vele van. A filmben először hibásan békának gondolja.
- Amikor Miss Trunchbull a filmben elhajítja a gőtét, az először felrepül a világítótestre, majd egy fiú tenyerébe esik. A könyvben a gőte Lavender asztala mellett ér földet, ő pedig a tolltartójába teszi.
- A könyvben, amikor Miss Honey megkérdezi az osztálytól, hogy ki ismeri a szorzótáblát, csak Matilda jelentkezik, a filmben szinte mindenki. Miss Honey a filmben viccből azt a feladatot adja, hogy mennyi 13x379, amit Matilda szinte azonnal, fejből megválaszol.
- A film vége felé az igazgatónő kimenekülésekor a diákok étellel dobálják meg a folyosón, a könyvben nem történik ilyesmi. A könyvben Miss Trunchbull elájul, és el kell szállítani.
- A film Miss Trunchbull brutalitását és kegyetlenségét visszafogottan ábrázolja a könyvhöz képest. Amikor az igazgatónő megpörgeti Amanda Thrippet a levegőben és elhajítja, a kislány a biztonságos földet érés után virágokat gyűjt a kezébe, így fékeződik le (bár kicsivel suhan el a hegyes kerítés fölött, ami felnyársalhatta volna). A könyvben háromszor is visszapattan a földről.
- A filmben Matildát is bezárja az igazgatónő a „fullasztóba”, a könyvben csak az eszköz leírása szerepel.
- A filmben egy fiú M&M cukorkákat eszik irodalomórán, ezért az igazgatónő kihajítja az ablakon. A könyvben bibliaóra alatt nyalókát szopogat.
- A filmben egy fiúnak büntetésből meg kell ennie egy egész csokitortát. Ennek elvégzése után minden tanulónak ott kell maradnia még öt órán keresztül, és másolniuk kell a szótárból. A könyvben az igazgatónő dühében mindenkit azonnal hazazavar.
- A könyvben Mr. Wormwood üzletelése a lopott autóalkatrészekkel alig kap említést; a filmben két FBI-nyomozó tartja megfigyelés alatt a házat hosszabb időn keresztül (amit Matilda többször is megemlít a szüleinek, de azok nem hisznek neki), és majdnem megszerzik a letartóztatáshoz szükséges bűnjelet (de Matilda egy trükkel megmenti az apját). Amikor kiderül a lopott alkatrészekkel való üzletelés, a család különböző helyszínre akar menekülni: a könyvben Spanyolországba, a filmben Guamra.
- Amikor a szülők el akarnak menekülni, a könyvben Matilda hazaszalad, és ott találkozik velük, a filmben éppen Miss Honey-nál van, és a szülők mennek érte kocsival.
- Wormwoodék kocsija a könyvben egy fekete Mercedes-Benz. A filmben egy lehajtható tetejű piros Chrysler LeBaron kocsijuk van, a meneküléskor pedig egy halványzöld Ford LTD kombiban ülnek.
- Az örökbeadás előtt a könyvben Mrs. Wormwood egyszerűen megkérdezi a férjét, a filmben írásbeli nyilatkozatot kell hozzá aláírniuk háromszor. A könyvben csak Matilda bátyja, Michael búcsúzik el tőle, a filmben pedig csak az anyja.
- A filmben Matilda Charles Dickens nevét „Darles Chickens”-nek mondja (ez olyan szójáték, amiben mássalhangzókat vagy magánhangzókat cserélnek fel egymás után lévő szavakban). Hasonló szójáték Dahlnak nem ebben a könyvében fordul elő, hanem a Szofi és a HABÓ (Big Friendly Giant)-ban.

## Magyarul
- Matilda három csodája; ford. Borbás Mária, versford. Kiss Zsuzsa; Biográf, Bp., 1991
- Matilda; ford. Borbás Mária; Geopen, Bp., 1998 (Lurkó könyvek)
- Matilda; ford. Totth Benedek; Kolibri, Bp., 2016

## Fordítás
Ez a szócikk részben vagy egészben  a   Matilda (1996 film) című angol Wikipédia-szócikk fordításán alapul.  Az eredeti cikk szerkesztőit annak laptörténete sorolja fel. Ez a jelzés csupán a megfogalmazás eredetét és a szerzői jogokat jelzi, nem szolgál a cikkben szereplő információk forrásmegjelöléseként.